# Херман, Виктор
Виктор Херман (англ. Victor Heerman, 27 августа 1893 — 3 ноября 1977) — американский сценарист, кинорежиссёр и кинопродюсер английского происхождения.
Родился в Великобритании в семье из четырёх детей. После того как отец их бросил, он с матерью и братьями переехал в США, где семья обосновалась в Нью-Йорке. В 1911 году Херман перебрался в Лос-Анджелес, где стал сценаристом для короткометражек Мака Саннета. В 1921 году женился на Саре Мейсон, совместно с которой в дальнейшем написал множество сценариев. В 1934 году они получили премию «Оскар» за лучший адаптированный сценарий к фильму «Маленькие женщины» 1933 года, основанного на романе Луизы Мэй Олкотт. Помимо работы сценаристом, Херман выступил и как режиссёр, сняв с 1916 по 1931 год тридцать одну ленту, среди которых «Мой мальчик» (1921) и «Вoры и охотники» (1930).
Скончался в Лос-Анджелесе в 1977 году в возрасте 84 лет.

## Награды
- 1934 — Премия «Оскар» за лучший адаптированный сценарий («Маленькие женщины»)